# Urszula Wińska
Urszula Wińska (ur. 28 marca 1902 w Dynowie, zm. 1 grudnia 2003 w Gdańsku) – polska filolog w zakresie polonistyki.

## Życiorys
Urodziła się jako Urszula Wandasiewicz. Od 1922 studiowała polonistykę na Uniwersytecie Jana Kazimierza we Lwowie, po roku przeniosła się na Uniwersytet Jagielloński. W 1927 uzyskała dyplom i uprawnienia do pracy jako nauczycielka języka polskiego, pracowała w Ropczycach, a później w Bochni. W 1932 przedstawiła przygotowaną pod kierunkiem prof. Ignacego Chrzanowskiego rozprawę „Poczucie samotności duchowej w życiu i w poezji Juliusza Słowackiego” i uzyskała stopień doktora nauk humanistycznych. Po wybuchu II wojny światowej została ewakuowana do Poddębców koło Łucka, skąd powróciła do Bochni 20 września 1939.
Podczas okupacji niemieckiej wstąpiła do Związku Walki Zbrojnej i kolportowała prasę konspiracyjną, prowadziła również tajemne nauczanie języka polskiego. 21 czerwca 1941 została aresztowana i osadzona w więzieniu na Montelupich, skąd 9 września 1941 została przetransportowana do obozu koncentracyjnego w Ravensbrück. Była więziona do oswobodzenia przez Armię Czerwoną 30 kwietnia 1945. Powróciła na krótko do Bochni, a następnie razem z rodziną zamieszkała w Sopocie, gdzie rozpoczęła pracę w Gimnazjum Krawieckim, a następnie w innych szkołach Trójmiasta. Równocześnie w latach 1947-1957 przewodniczyła Sekcji Języka Polskiego Ośrodka Metodycznego Szkół Zawodowych w Gdańsku, będąc członkinią Rady Naukowej Centralnego Ośrodka Metodycznego Centralnego Urzędu Szkolenia Zawodowego (CUSZ) i Komisji Programowej CUSZ działała w kierunku podniesienia poziomu kształcenia polonistów oraz ujednoliceniu poziomu ich wykształcenia. Od 1947 była równolegle kontraktowym wykładowcą języka polskiego w Państwowej Wyższej Szkole Pedagogicznej, następnie do 1953 wykładała metodykę nauczania języka polskiego i literatury w szkole średniej. Podczas nagonki stalinowskiej zrezygnowała z pracy w WSP, powróciła w 1956 po zrezygnowaniu z nauczania w szkołach średnich. Jako zastępca profesora zainicjowała powstanie w 1957 pierwszej w kraju Katedry Metodyki i Nauczania Literatury i Języka Polskiego, która kierowała do przejścia na emeryturę w 1973. Prowadziła badania nad językiem uczniów szkół podstawowych, po analizie 16 tysięcy wypracowań uczniów z klas V-VII dawnego województwa gdańskiego przygotowała rozprawę „Błędy językowo-stylistyczne uczniów szkół podstawowych województwa gdańskiego (w dawnych granicach)”, na podstawie której w 1968 została docentem. W końcem 1972 przeszła na emeryturę i poświęciła się dokumentowaniu życia w obozie w Ravensbrück, owocem tych prac są dwie książki „Zwyciężyły wartości” oraz „Więzi”. Zmarła w wieku 101 lat i została pochowana na Cmentarzu Komunalnym w Sopocie.

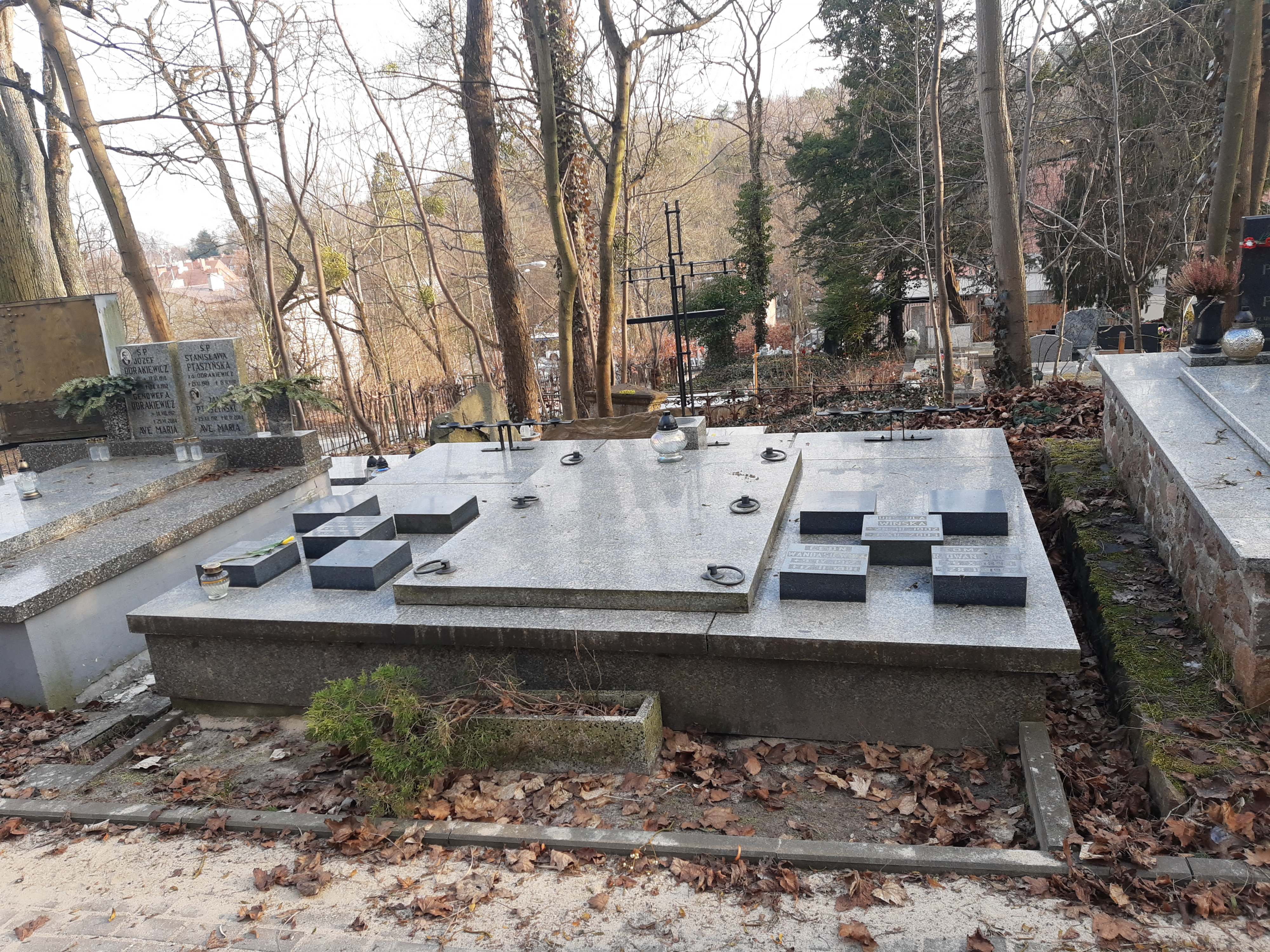
Grób Urszuli Wińskiej na cmentarzu komunalnym w Sopocie

## Odznaczenia
- Złoty Krzyż Zasługi (1956),
- Medal za Zasługi dla Gdańska (1960),
- Krzyż Kawalerski Orderu Odrodzenia Polski (1966),
- Odznaka tytułu honorowego „Zasłużony Nauczyciel Polskiej Rzeczypospolitej Ludowej” (1969),
- Medal Zwycięstwa i Wolności 1945 (1976),
- Krzyż Oficerski Orderu Odrodzenia Polski (1979),
- Medal Komisji Edukacji Narodowej (1980),
- Krzyż Oświęcimski (1988),
- Krzyż Komandorski Orderu Odrodzenia Polski (1998).